# Philippe Tibeuf
Philippe Tibeuf (født 12. juni 1962 i Dinan, Frankrig) er en tidligere fransk fodboldspiller (angriber).
Tibeuf tilbragte hele sin karriere i den hjemlige liga, hvor han repræsenterede henholdsvis En Avant Guingamp, AS Monaco og AS Saint-Étienne. I sin tid hos Monaco var han i 1985 med til at vinde den franske pokalturnering Coupe de France.
Tibeuf spillede desuden to kampe for Frankrigs landshold, begge i 1990. Først en venskabskamp mod Ungarn og efterfølgende en EM-kvalifikationskamp mod Albanien. Han fik ikke scoret i nogen af kampene.

## Titler
Coupe de France
- 1985 med Saint-Étienne